# Romaric Belemene
Romaric Belemene, né le 19 février 1997, à Pointe-Noire, en République du Congo, est un joueur congolais de basket-ball. Il évolue au poste d'ailier.